# Szpital Kliniczny Nr 1 im. prof. Stanisława Szyszko w Zabrzu
Samodzielny Publiczny Szpital Kliniczny Nr 1 im. prof. Stanisława Szyszko Śląskiego Uniwersytetu Medycznego w Katowicach (SPSK Nr 1 im. prof. S. Szyszko SUM ) – podmiot leczniczy niebędący przedsiębiorcą prowadzony w formie samodzielnego publicznego zakładu opieki zdrowotnej, będący szpitalem klinicznym Śląskiego Uniwersytetu Medycznego, który jest jego podmiotem tworzącym.
Szpital znajduje się w dwóch lokalizacjach na terenie Zabrza: przy ul. 3-go Maja 13-15 w Śródmieściu, gdzie część budynków wchodzi w skład zabytkowego zespołu zabudowy z II połowy XIX i początku XX wieku oraz przy ul. Koziołka 1 w dzielnicy Biskupice.

## Historia

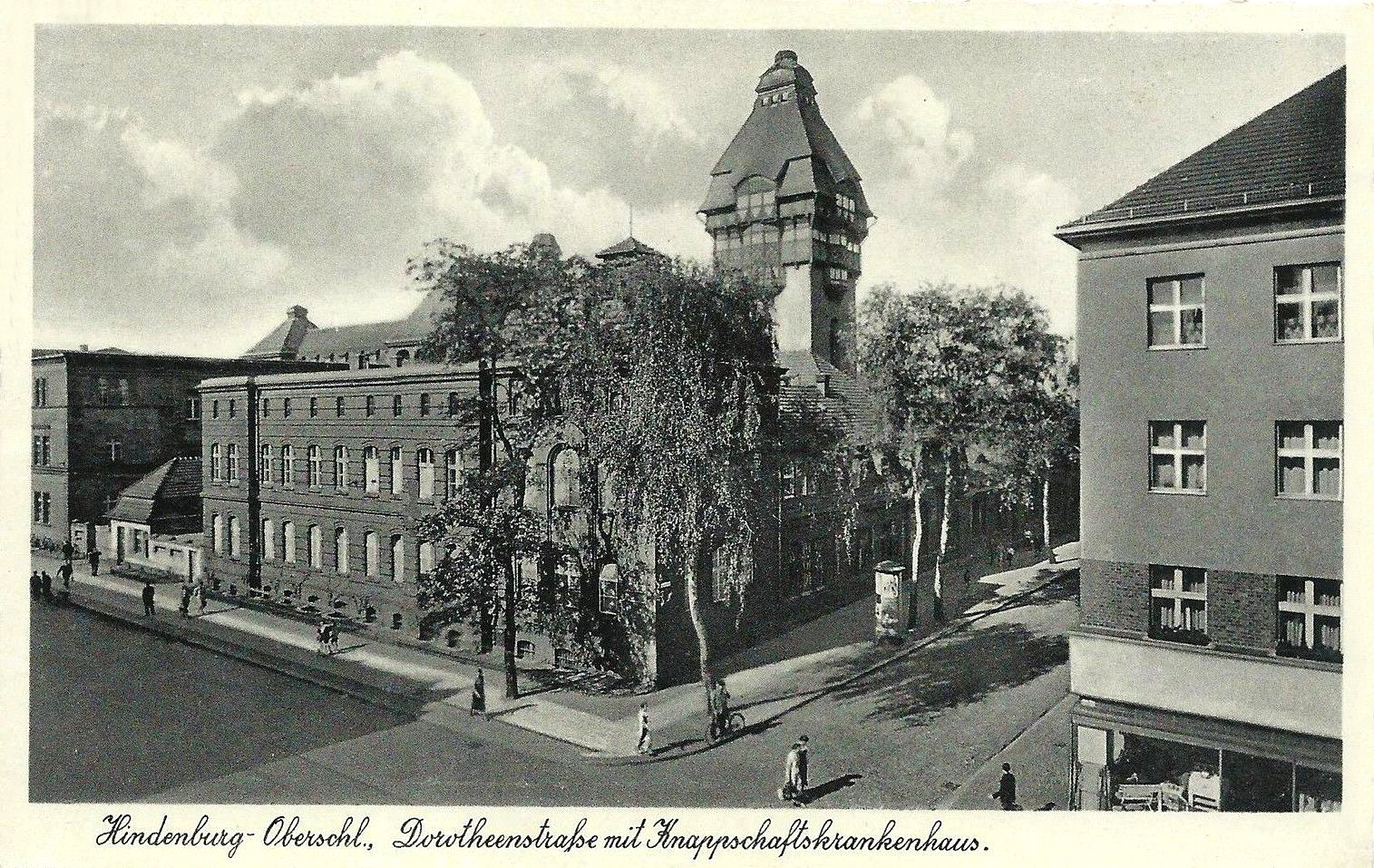
Szpital przy obecnej ul. 3-go Maja (Knappschaftskrankenhaus) na pocztówce z l. 1935–1940

Szpital powstał na bazie założonego w 1858 roku przez Górnośląską Spółkę Bracką szpitala górniczego (niem. Knappschaftslazarett) przy Dorotheenstraße w Zabrzu. W pierwszych latach XX wieku kompleks został rozbudowany według projektu architekta Arnolda Hartmanna.
Kiedy 20 marca 1948 roku powołano Akademię Lekarską w Bytomiu, zaistniała pilna potrzeba stworzenia bazy klinicznej. 7 stycznia 1950 roku szpital przy ul. 3-go Maja w Zabrzu, będący już wówczas szpitalem Zakładu Ubezpieczeń Społecznych, stał się pierwszym szpitalem klinicznym uczelni (przemianowanej w międzyczasie na Śląską Akademię Lekarską im. Ludwika Waryńskiego) – Państwowym Szpitalem Klinicznym nr 1. Utworzono w nim oddziały kliniczne chorób wewnętrznych, chirurgii, chirurgii stomatologicznej, chorób oczu i neurologii oraz laboratorium, zakład anatomii patologicznej i zakład radiologii. W kolejnych latach Śląska Akademia Medyczna przejęła Klinikę Ftyzjatrii w Zabrzu-Biskupicach oraz Szpital Miejski przy ul. Curie-Skłodowskiej (dawny Auguste Viktoria-Krankenhaus), włączając je w struktury PSK1.

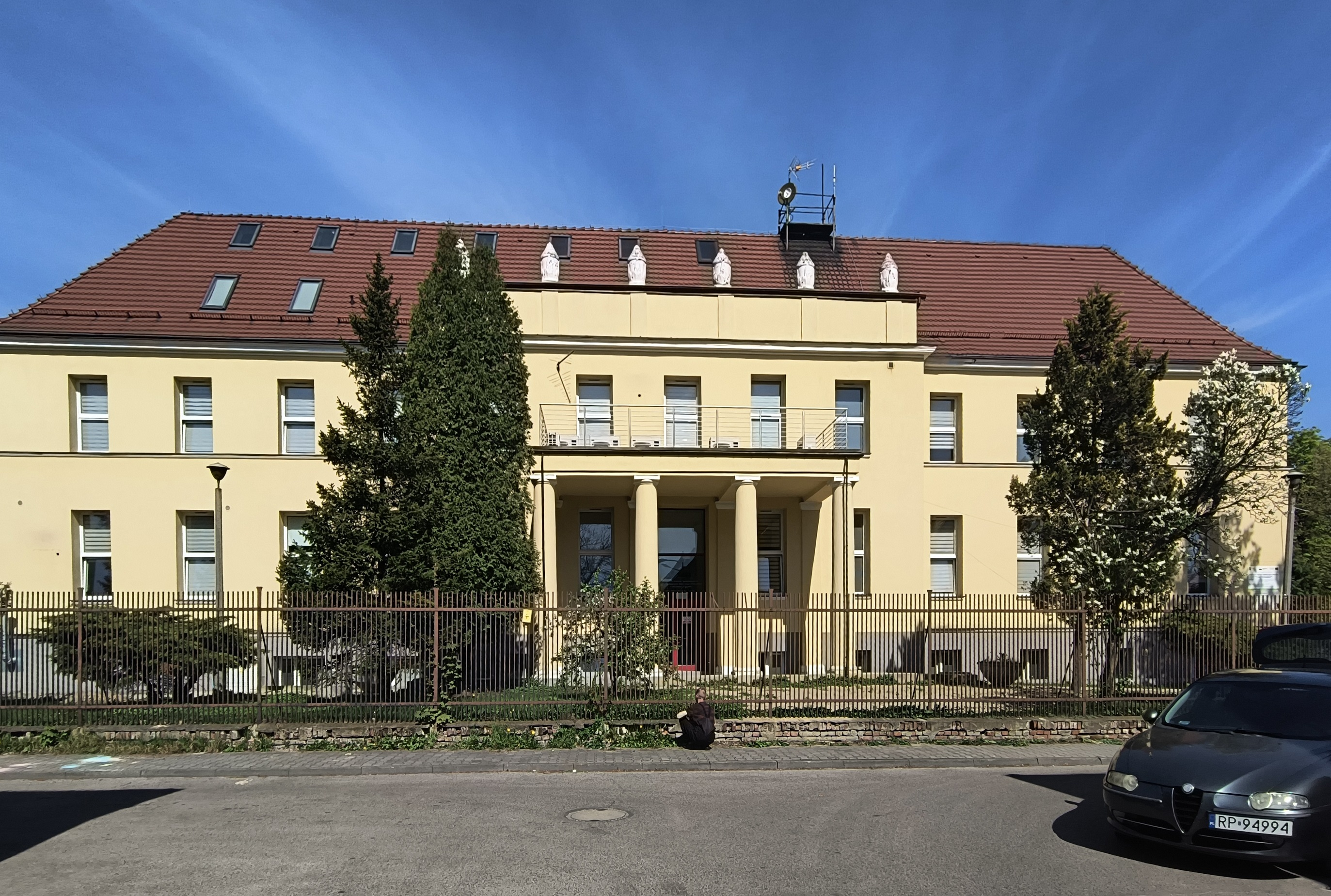
Budynek Oddziału Pulmonologicznego w Zabrzu-Biskupicach (2024)

Pod koniec 1954 roku placówkę zdecentralizowano, tworząc Państwowy Szpital Kliniczny Nr 1 przy ul. 3-go Maja 13-15, Państwowy Szpital Kliniczny Nr 2 przy ul. Curie-Skłodowskiej (przejęty z początkiem 1970 roku przez miasto Zabrze i przekształcony w Szpital Miejski nr 2) oraz Państwowy Szpital Kliniczny Nr 3 w Zabrzu-Biskupicach.
W 1979 roku z inicjatywy prof. Bożeny Hager-Małeckiej rozpoczęto budowę nowego pawilonu pediatrii, który oddano do użytku w grudniu 1985 roku. W lipcu roku następnego utworzono na jego bazie Szpital Kliniczny Nr 2 – Śląskie Centrum Pediatrii. W latach 1991–1992 przeprowadzono kolejne zmiany organizacyjne, łącząc szpitale kliniczne nr 1 i 2 w jedną całość – Szpital Kliniczny Nr 1 w Zabrzu. W 2013 roku natomiast do Szpitala Klinicznego nr 1 włączono Szpital Kliniczny nr 3.
W 2019 roku oddano do użytku po remoncie Oddział Urologiczny oraz cztery oddziały pediatryczne, a w 2022 roku – część Oddziału Chirurgii Klatki Piersiowej. We wrześniu 2024 roku otwarto natomiast Centrum Kompleksowej Diagnostyki i Leczenia Stwardnienia Rozsianego.

## Oddziały

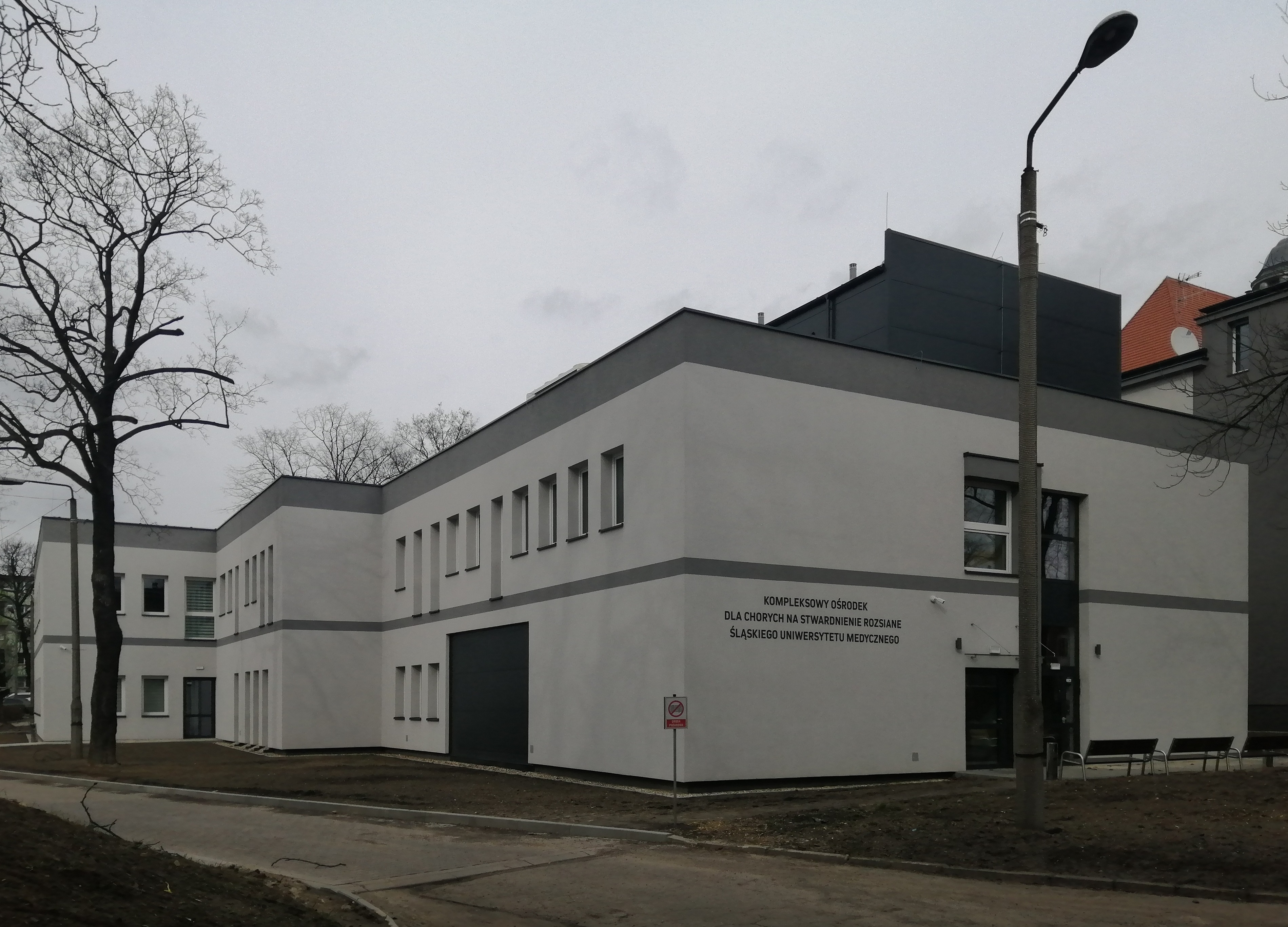
Kompleksowy Ośrodek dla Chorych na Stwardnienie Rozsiane (2023)

Według stanu z marca 2023 roku w szpitalu funkcjonowało 16 oddziałów szpitalnych :
- przy ul. 3-go Maja 13-15:
  - Oddział Anestezjologii i Intensywnej Terapii,
  - Oddział Anestezjologii i Intensywnej Terapii Dzieci i Noworodków,
  - Oddział Chirurgii Klatki Piersiowej,
  - Oddział Chirurgii Wad Rozwojowych Dzieci i Traumatologii,
  - Oddział Chorób Wewnętrznych i Diabetologii,
  - Oddział Endokrynologii Dzieci,
  - Oddział Gastroenterologii i Hepatologii Dzieci,
  - Oddział Hematologii i Onkologii Dziecięcej,
  - Oddział Nefrologiczny,
  - Oddział Nefrologii Dzieci,
  - Oddział Neurologiczny,
  - Oddział Ogólnopediatryczny,
  - Oddział Patologii Noworodka,
  - Oddział Udarowy,
  - Oddział Urologiczny,
- przy ul. Koziołka 1:
  - Oddział Pulmonologiczny.